# LCA国際小学校
LCA国際小学校（えるしーえーこくさいしょうがっこう、LCA Kokusai Primary School）は、 神奈川県相模原市緑区にある私立小学校。運営法人は株式会社エデューレエルシーエー。株式会社立学校としては日本初の小学校である。また、愛知県瀬戸市の瀬戸SOLAN小学校は提携校である。

## 概要
- 相模原市内の小学校で教員として働いていた山口紀生が退職後、開設した私塾「LCA」が原点である[3]。
- 構造改革特別区域法に基づき、内閣総理大臣より「相模原市国際教育特区」の認定を受けて開校した[4]。

## 沿革
（出典は学校設立会社の沿革より）
- 1985年（昭和60年）-  私塾LCA設立
- 1990年（平成02年） - LCA英会話スクール開設
- 2000年（平成12年）- LCAインターナショナルプリスクール　誕生
- 2005年（平成17年）- LCAインターナショナルスクール小学部　誕生
- 2008年（平成20年）- LCA国際小学校として認められる
- 2015年（平成27年）- 校舎統合・移転

## 特色
- 英語イマージョン教育を実施しており、LCAが開発した独自の教材を用いることが特徴である[6]。
- 創立者及び学園長の山口紀生が独自に考案した作文メソッド「見たこと作文」で、日本語力・国語力の向上を図っている[7]。
- 中学受験に対応した授業を行っている[8]。また、放課後のアフタースクール活動においても中学受験向けのプログラムを開設している[9]。

## 著名な出身者
- 角田裕毅（レーシングドライバー）[10][11][12]